# Sigourney (Iowa)
Sigourney é uma cidade localizada no estado americano de Iowa, no Condado de Keokuk.

## Demografia
Segundo o censo americano de 2000, a sua população era de 2209 habitantes.
Em 2006, foi estimada uma população de 2157, um decréscimo de 52 (-2.4%).

## Geografia
De acordo com o United States Census Bureau tem uma área de
5,6 km², dos quais 5,6 km² cobertos por terra e 0,0 km² cobertos por água. Sigourney localiza-se a aproximadamente 243 m acima do nível do mar.

## Localidades na vizinhança
O diagrama seguinte representa as localidades num raio de 16 km ao redor de Sigourney.